# Вольф Мессинг: видевший сквозь время
«Вольф Мессинг: видевший сквозь время» — российский телесериал о судьбе Вольфа Мессинга, снятый по одноимённому роману кинодраматурга Эдуарда Володарского телеканалом «Россия» и кинокомпанией «Централ Партнершип». Премьера сериала состоялась на канале «Россия» 15 ноября 2009 года.

## Сюжет
Мессинг родился в предпоследний год девятнадцатого века и стал одной из самых загадочных и судьбоносных личностей века двадцатого. Мальчик из бедной еврейской семьи, он был вынужден рано начать самостоятельную жизнь. Уехав в Германию, брался за самую чёрную работу. Его сверхъестественные телепатические способности обнаружились совершенно случайно, двумя  евреями, при почти мистических обстоятельствах (один из них, доктор, обнаружил что «умерший» мальчик не мёртв). Они же начинают продвигать его как артиста, и свои первые публичные выступления Мессинг проводит в Берлинском паноптикуме. Публика остается в восторге.
Веймарская Германия, ущемлённая последствиями Первой мировой войны, являлась местом, которое притягивало шарлатанов и мистиков, великих ученых и маньяков.
Вскоре хаос Веймарской республики сменяется железным строем нацистской Германии. И здесь Мессинг оказывается востребованным как никогда прежде. В 1937 году, когда Третий рейх находится в зените своей славы, Мессинг предсказывает «тысячелетнему рейху» скорый и бесславный финал в случае нападения на Восток. Веря в собственное предсказание, с захватом Гитлером Польши Мессинг пересекает границу Советского Союза. Так жизнь для него разделилась на две равные половины.
В Советском Союзе Вольф Мессинг числится гипнотизером и фокусником, являясь одновременно и экспериментатором, и подопытным, а неофициально становится звездочётом самого Сталина.
Он хранит тайны, которые не с кем разделить, тайны, которые умрут вместе с ним. 

## Актёры и роли
- Евгений Князев — Вольф Григорьевич Мессинг
- Александр Хинкис — Вольф Мессинг в детстве
- Роман Гречишкин — Вольф Мессинг в юности
- Александр Клюквин — Илья Петрович
- Тара Амирханова — Аида Михайловна Мессинг-Раппопорт, жена Мессинга
- Вероника Ицкович — Сара, мать Мессинга
- Василий Савинов — Григорий, отец Мессинга
- Михаил Горевой — Эрик Хануссен
- Владимир Долинский — Петер Цельмейстер, импресарио Мессинга
- Андрей Ильин — Альберт Эйнштейн
- Борис Плотников — Зигмунд Фрейд
- Виталий Кудрявцев — Константин Ковалёв, лётчик
- Юрий Нифонтов — доктор Карл Абель
- Иван Агапов — доктор Лев Кобак
- Роман Печерский — Пауль Фогт
- Виктор Раков — Генрих Канарис[3]
- Марк Рудинштейн — Осип Ефремович
- Алексей Петренко — Иосиф Сталин
- Георгий Тесля-Герасимов — Василий Сталин
- Владимир Щербаков — Лаврентий Берия
- Владимир Чуприков — Никита Хрущёв
- Олег Чернигов — Леонид Брежнев
- Саркис Амирзян — Анастас Микоян
- Сергей Клановский — Михаил Суслов
- Дмитрий Ячевский — Адольф Гитлер
- Ирина Соколова — Йозеф Геббельс
- Василий Белокопытов — агент НКВД
- Юрий Шлыков — Виктор Абакумов
- Любовь Румянцева — Раиса Андреевна
- Пётр Юрченков — младший — курсант разведшколы
- Александр Лучинин — Военный
- Эдита Хербусь — Анна Фогт
- Андрей Подубинский — эпизод
- Юлия Агафонова — любовница Василия Сталина

## Съёмочная группа
- Автор сценария: Эдуард Володарский
- Режиссёры: Владимир Краснопольский, Валерий Усков
- Оператор-постановщик: Тимур Зельма
- Композитор: Евгений Ширяев
- Художники:
  - Иван Роготень
  - Владислав Травинский
- Продюсеры:
  - Анатолий Чижиков
  - Сергей Даниелян
  - Арам Мовсесян
  - Рубен Дишдишян

## Критика
В целом сюжет фильма полностью построен на легендированной и достоверно не подтверждённой биографии Мессинга. Показаны встречи (которых, скорее всего, не было в действительности) с Эйнштейном, Фрейдом, Хануссеном, Гитлером и Сталиным, показан якобы совершённый Мессингом побег из немецкой тюрьмы посредством гипнотизирования охраны и т. д., что было отмечено многими критиками фильма. Кроме того, в фильме множество как исторических, так и визуальных неточностей, включая и саму дату рождения Мессинга.
«В 2009 году неожиданно хорошие рейтинги были у художественно ничтожного сериала „Вольф Мессинг: видевший сквозь время“. Маститый сценарист Эдуард Володарский собрал все легенды и мифы про заслуженного артиста РСФСР Вольфа Григорьевича Мессинга — менталиста, выступавшего в СССР с психологическими опытами „по чтению мыслей“ зрителей. Все несусветные байки вплоть до знакомства Мессинга с Фрейдом, Эйнштейном, Гитлером и Сталиным режиссёры Усков и Краснопольский воплотили на экране. Надули „менталиста“ почти до масштабов библейского пророка…» (Александр Кондрашов, ЛГ, 2013).